# Ma Jin
Dans ce nom chinois, le nom de famille, Ma, précède le nom personnel.
Ma Jin est une joueuse de badminton chinoise née le 7 mai 1988 à Changzhou.
Elle obtient aux Championnats du monde de badminton 2010 à Paris la médaille d'or en double mixte avec Zheng Bo et la médaille d'argent en double dames avec Wang Xiaoli. En 2011 à Londres, elle est médaillée de bronze mondiale avec Xu Chen en double mixte. Elle est ensuite vice-championne olympique en double mixte en 2012 à Londres avec Xu Chen.